# 110288 Libai
110288 Libai è un asteroide della fascia principale. Scoperto nel 2001, presenta un'orbita caratterizzata da un semiasse maggiore pari a 2,3759584 UA e da un'eccentricità di 0,2106677, inclinata di 2,90787° rispetto all'eclittica.